# 威士特丹號
威士特丹號（英語：MS Westerdam）是美國郵輪公司荷美郵輪旗下的一艘豪華郵輪，荷蘭籍。現在的「威士特丹號」是同名的第三艘郵輪。此船於2002年5月24日動工，2003年7月16日完工，2004年4月15日投入服務。

## 事件

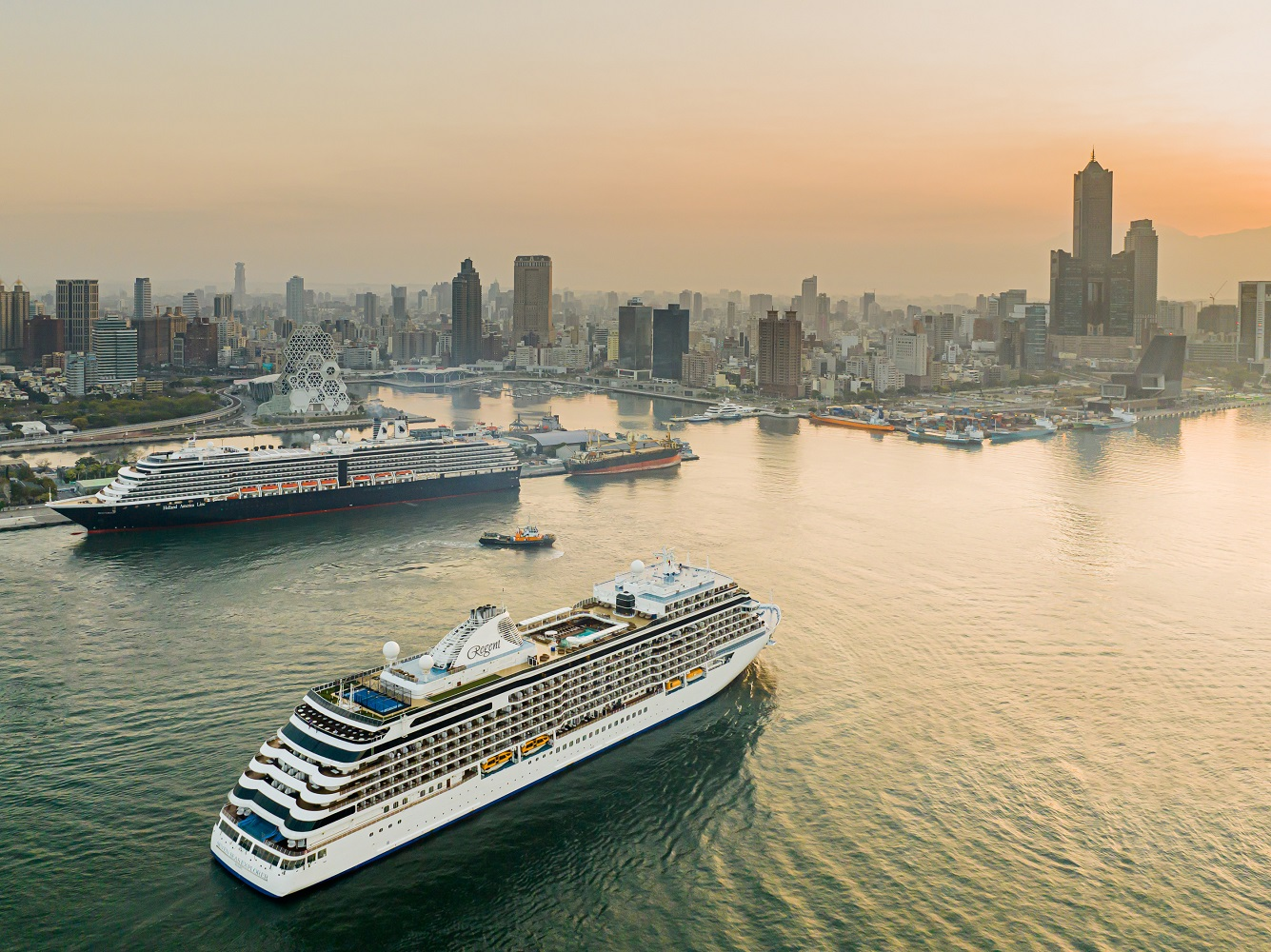
威士特丹號於高雄港

2020年2月1日，威士特丹號從香港出發展開航程。2月3日，原本要中停菲律賓的馬尼拉港，但被該國拒絕，提早抵達臺灣高雄港，2月4日啟航後，原本要開往日本，但因新冠病毒流行遭日本拒絕入港，船公司接洽關島、泰國、韩国也被拒絕入港，因此到同月11日為止仍在持續海上獨自航行，南下尋找可停泊的港口，船公司表示飲食等資源尚充足。2月13日荷美公司終於宣布，柬埔寨已同意讓威士特丹號在施亞努港停靠，游轮旅费也全额退款，該國總理洪森還親自迎接，船上乘員下船後表示十分感動。2月15日，馬來西亞證實一名曾搭乘威士特丹號的83歲美國女性確診新冠肺炎。

## 姊妹船
- 諾丹號 (MS Noordam)
- 奧斯特丹號 (MS Oosterdam)
- 須德丹號 MS Zuiderdam

## 外部連結
- 威士特丹號 ms Westerdam （页面存档备份，存于）